# بوغاز كوي
بوغاز كوي ((بالتركية: Boğazköy) وحالياً اسمها Boğazkale) مدينة أثرية بآسيا الصغرى، قامت عليها حتوساس عاصمة الحيثيين عند منحنى نهر هاليس بوسط تركيا.
كانت مدينة قلعة عام 1500 ق.م لأنها كانت مسورة بالحجارة والطوب اللبن. كان سورها به 3 بوابات مزينة بنقوش أبي الهول والأسود والمحاربين. ووجد بها 4 معابد كما عثر على ألواح طينية مسمارية مخطوطة باللغتين الأكادية والبابلية.

## اقرأ أيضاً
- تاريخ تركيا